# Kronohamnsfiske
Kronohamnsfiske var fiskeriverksamhet som bedrevs på Sveriges ostkust. Från medeltiden fram till 1800-talet tog kronan ut skatt in natura direkt från fiskarna från vissa bestämda hamnar eftersom fisket ingick i vattenregale. Det var enbart strömming som togs i skatt och strömmingsfisket var också det enda fiske som reglerades av Huvudskärslagen. Strömmingsfiske fick endast bedrivas från kronohamnar.
En viktig del av skärgårdsbornas näring var det fiske som under huvudsakligen maj-juni och augusti-september bedrevs i utskärgården. Rätten till fisket lade kronan under sig redan på 1200-talet vilket innebar att man för att få fiska i havsbandet var tvungen att erlägga skatt och under fångstperioderna uppehålla sig i särskilda säsongfiskelägen, så kallade kronohamnar. Kronohamnar har även funnits på Sveriges västkust.

## Bakgrund
Under lekperioden samlades stora mängder strömming vid grundbankarna i den yttersta delen av Stockholms skärgård. Fiskare kunde därför under några veckors fiske fånga stora mängder strömming som lagrades genom att saltas in. Saltströmming håller sig ätbar länge och tål långa transporter varför det också var en betydelsefull handelsvara.
Saltströmmingens egenskaper gjorde den idealisk som proviant till armén. Därför reglerades strömmingsfisket i lag och kronohamnsfisken inrättades där strömming kunde tas i skatt redan vid fångsten. Vid varje kronohamn fanns en hamnfogde som såg till att lagen följdes. Det var tillåtet för alla att bedriva strömmingsfiske från kronohamn. Vid många hamnar dominerade åländska och finska båtlag.

## Historia
Den första kända kronohamnen var Huvudskär där fisket reglerades genom den så kallade Huvudskärslagen från 1450, men troligtvis liknande regleringar funnits sedan 1200-talet. Under Gustav Vasas tid stärktes kronans makt om kronohamnsfisket och Huvudskärslagen började gälla generellt för alla fiskehamnar.
Kronohamnsfiskena nådde sin kulmen under stormaktstiden då inte mindre än 41 kronohamnar fanns i Stockholms skärgård. Vissa kronohamnsfisken gavs som belöning till framstående adelsmän för deras insatser i trettioåriga kriget. Dessa drogs sedan tillbaka till kronan under Karl XIs reduktioner.
Under 1800-talet började ostkustens strömming få konkurrens av sillfisket i Bohuslän. Det i kombination med att många skärgårdsbor betraktade lagen som orättvis och därför övergav strömmingsfisket gjorde att staten efter hand sålde ut kronohamnsfiskena, ofta till ortsbor för ganska blygsamma summor. Till exempel såldes hela Gillöga skärgård till ett byalag från Möja för 537 riksdaler och 16 skilling banco.

## Miljö

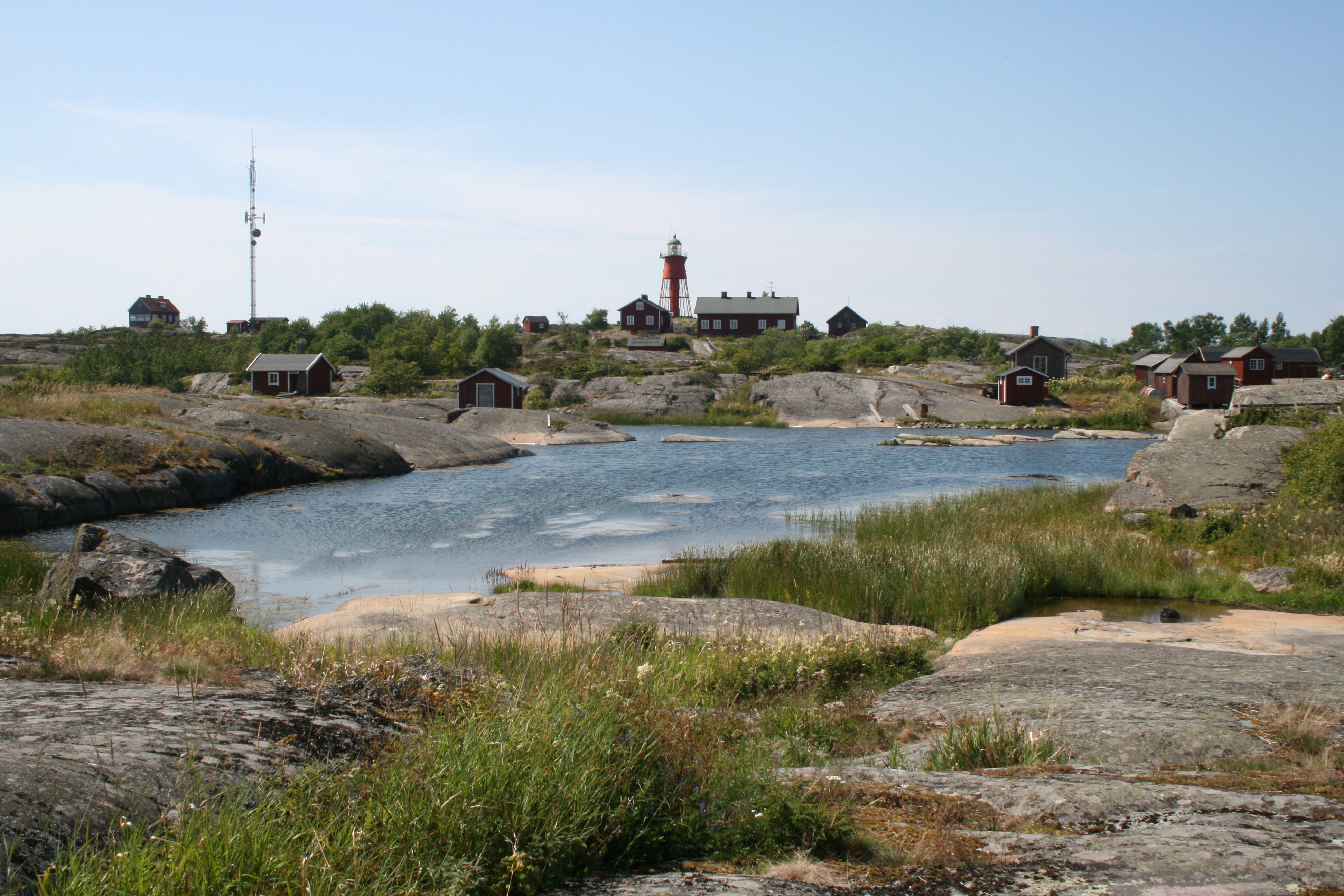
Idag är naturhamnen på Svenska Högarna mindre och grundare än den var under kronohamnsfiskets tid.

Ännu idag räknas de gamla kronohamnarna till ytterskärgården och är relativt små och kala öar. Detta trots att landhöjningen har sänkt vattennivån med 2–3 meter sedan hamnfiskets storhetstid. Landhöjning har också förvandlat de gamla hamnbassängerna till strandängar och många kronohamnsfisken saknar idag naturhamnar.
De öar som användes som kronohamnar var alltså mindre än de är idag. I många fall alltför små att tillåta fast bebyggelse i någon större utsträckning. Fiskarna bodde i provisoriska bodar eller vindskydd av stenar och tältduk, så kallade tomtningar. Förhållandena där många människor bodde på en liten yta med begränsad tillgång på färskvatten var dåliga även med dåtidens mått mätt.
| ”                                             | These utoiar känner varken gud eller menniskir. | „ |
| – Ur Länna sockens kyrkbok om Svenska Högarna |                                                 |   |

## Lista över kronohamnsfisken
- Brand
- Byttan
- Gillöga
- Grönskär
- Gunnarstenarna
- Hallskär
- Horssten
- Huvudskär
- Håkanskär
- Lilla Nassa[4]
- Lygna
- Norsten
- Röder
- Sadelöga
- Skarv
- Svenska Högarna